# エルサレム (聖歌)
「エルサレム」（英語: Jerusalem）は、18世紀イギリスの詩人ウィリアム・ブレイクの預言詩『ミルトン』（Milton）の序詩に、同国の作曲家サー・チャールズ・ヒューバート・パリーが1916年に曲をつけたオルガン伴奏による合唱曲。後にエドワード・エルガーによって編曲され管弦楽伴奏版も作られた。毎年夏に開催されている「プロムス」の最終夜において国歌『国王陛下万歳』、エルガーの『希望と栄光の国』と共に必ず演奏される。更にはラグビーやクリケットでのイングランド代表が国歌として使用しているなど、イギリス国内では様々な場面において特別な扱いを受けている歌である。労働党大会では『赤旗の歌』とともに必ず合唱され、他方では極右政党の党歌にもなっている。
原詩のタイトルは "And did those feet in ancient time"（古代あの足が）だが、一般に「エルサレム」の名で知られる。
ブレイクが『ミルトン』のあとに書いた『エルサレム』（Jerusalem）というタイトルの長い預言詩とは別の詩である。
この曲が作られた背景には、第一次世界大戦中、イギリス国民の愛国心を高揚させる音楽が必要とされたという事情がある。しかし、この曲を大英帝国の戦争賛美の目的に利用しようとした者たちの意図とは異なり、ブレイクの詩が語っているものは、あらゆる権威や権力に屈することのない自由な精神活動を続けていくことの決意宣言である。この歌は英国における婦人参政権運動を鼓舞し、作曲者のパリー自身もこの曲を英国婦人会連盟に贈ったことから、同連盟の連盟歌となっている。
パリーがこの曲を作るに至ったのは、桂冠詩人であるロバート・ブリッジズの提案による。国難に際しても歌われる曲である。

## 詩
- 和訳はwikipedia編集者による[5]。

| And did those feet in ancient time, Walk upon England's mountains green: And was the holy Lamb of God, On England's pleasant pastures seen! | 古代 あの足が イングランドの山の草地を歩いたというのか 神の聖なる子羊が イングランドの心地よい牧草地にいたなどと |
| And did the Countenance Divine, Shine forth upon our clouded hills? And was Jerusalem builded here, Among these dark Satanic Mills?         | 神々しい顔が 雲に覆われた丘の上で輝き ここに エルサレムが 建っていたというのか こんな闇のサタンの工場のあいだに  |
| Bring me my Bow of burning gold: Bring me my Arrows of desire: Bring me my Spear O clouds unfold: Bring me my Chariot of fire!              | 我が燃える黄金の弓を 渇望の矢を 群雲の槍を 炎の戦車を 与えよ!                                                    |
| I will not cease from Mental Fight, Nor shall my Sword sleep in my hand,                                                                    | 精神の闘いから ぼくは一歩も引く気はない この剣をぼくの手のなかで眠らせてもおかない                               |
| Till we have built Jerusalem, In England's green and pleasant Land.                                                                         | ぼくらがエルサレムを打ち建てるまで イングランドの心地よいみどりの大地に                                          |

## 解説

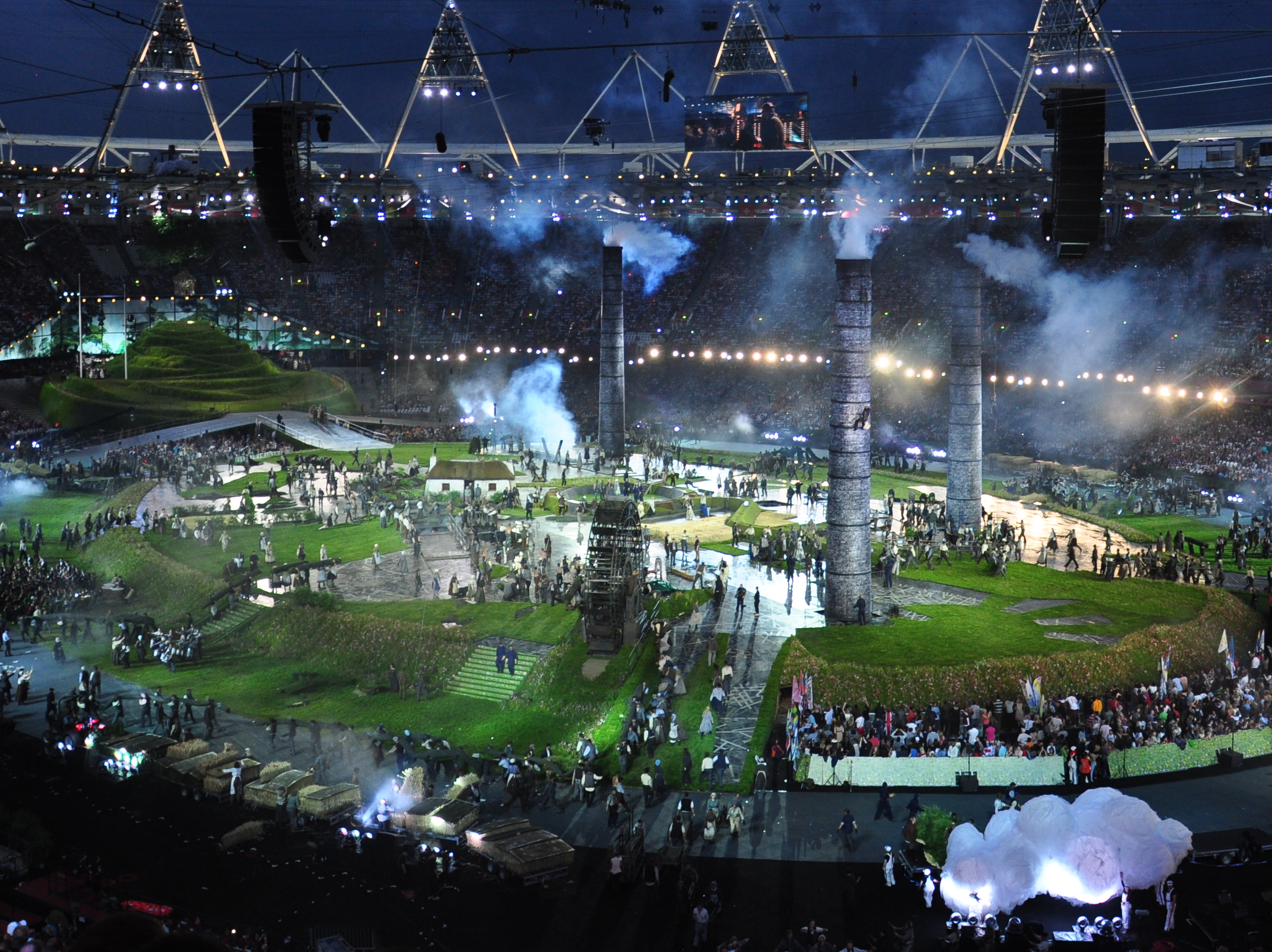
2012年ロンドンオリンピックの開会式（ダニー・ボイル監督）は「心地よい緑の大地」としての農村に「闇のサタンの工場」の象徴である煙突が登場するなど『エルサレム』の歌詞に触発された構成になっている。

この詩は「神の聖なる子羊」（the holy Lamb of God）イエス・キリストが古代イングランドに来たという伝説をふまえたものだが、そうした古代の伝説そのものより、暗い否定的な現状（「雲に覆われた丘」（our clouded hills）、「闇のサタンの工場」（dark Satanic Mills））と闘おうとする意志（「ぼくは精神の闘いから一歩も引く気はない」（I will not cease from Mental Fight））にこの詩の強調点があると考えられる。
この詩が収められている『ミルトン』の序の部分でブレイクは、「肉の戦い」（Corporeal War）と「精神の闘い」（Mental War）とを対比させ、「軍隊、法廷、大学」に潜伏し「精神の闘いを挫折させ、できることなら永久に肉の戦いを長引かせようとする」（who would if they could, for ever depress Mental & prolong Corporeal War）者たちを告発しており、そこでの主張を「ぼくは精神の闘いから一歩も引く気はない」（I will not cease from Mental Fight）という詩の表現に反映させている。
また「闇のサタンの工場」（dark Satanic Mills）は、18世紀後半からの産業革命により英国に出現しはじめた工場群を指すと一般には解釈されているが、「帝国はもはや存在していない」（Empire is no more）（『天国と地獄の結婚』および『アメリカ ひとつの預言』）「すべての宗教はひとつである」（All Religions are One）（『すべての宗教はひとつである』）のような預言的言葉を残したブレイクの眼には、工場だけではなく、大英帝国という国家システムとそれを支えるさまざまな出張所（軍、法廷、大学、教会など）が、人間の血と汗を葡萄の汁のように搾り取る「闇のサタンの工場」のごときものに見えていたかも知れない。

## 編曲作品
- エドワード・エルガー - オルガン伴奏の原曲を管弦楽伴奏に編曲。BBCプロムスではこの版が演奏されている。
- エマーソン・レイク・アンド・パーマー - アルバム『恐怖の頭脳改革』の1曲目に、プログレッシブ・ロックにアレンジされた同曲が収録された。
- ヴァンゲリス - 映画『炎のランナー』のサウンドトラックで、シンセサイザーと合唱を基本としたアレンジがなされた（この映画の原題"Chariots of Fire"は、詩の中にある"Chariot of fire"に由来する）。同名サウンドトラック・アルバムの6曲目（LPではA面の最後）に収録されている。
- リック・ウェイクマン - ソロ・アルバムにピアノ・ソロで収録している。
- 2012年ロンドンオリンピックの開会式では、『スコットランドの花』『ダニー・ボーイ』『天国のパン（英語版）』を間にはさみ、少年のソロで歌唱された。
- マーク・スチュワート＆マフィア - アルバム『臆病者と20倍楽しむ方法 "Learning to Cope with Cowardice" 』にレゲエ/ダブの手法を用いてカヴァーされた同曲が収録された。
- The JAMs（The KLF）- シングル「It's Grim Up North」のタイトル曲の最後に、同曲をサンプリングして使用。
- 小室哲哉 - アルバム『TETSUYA KOMURO EDM TOKYO』に、ゲストボーカルを起用し、シンセサイザーを用いて演奏された同曲が収録された。